# Васильева, Евгения Ильинична
Евгения Ильинична Васильева (22 января 1935, Солецкий район, Ленинградская область — 15 февраля 2023) — советский и российский историк, востоковед, курдолог, переводчик, специалист по истории курдов и Курдистана в средние века и новое время, доктор исторических наук, советник Института восточных рукописей РАН.

## Биография
Евгения Ильинична Васильева родилась 22 января 1935 г. в д. Киевец Новгородской области. В 1944 г. семья переехала в Ленинград. В 1953 г. поступила на восточный факультет Ленинградского Государственного Университета. В 1958 г., окончив отделение истории стран Ближнего и Среднего Востока восточного факультета, начала работать в Институте востоковедения АН СССР. С 1984 г. — старший научный сотрудник ИВ АН (с 2007 г. — Института восточных рукописей РАН).
В 1977 г. была защищена кандидатская диссертация «Хроника Хусрава Ибн Мухаммада „Тарих-и Бани Ардалан“ как источник по истории и этнографии курдов Арделана XVIII—XIX веков».
В 1992 г. защищена докторская диссертация по монографии «Юго-Восточный Курдистан в XVII — начале XIX вв.: Очерки истории эмиратов Арделан и Бабан» (1991).
Скончалась 15 февраля 2023 года.

## Научная деятельность
Основное направление работы — история курдов и Курдистана в средние века и новое время.
Монография «Юго-Восточный Курдистан в XVII — начале XIX вв. Очерки истории эмиратов Арделан и Бабан» (1991), защищенная как докторская диссертация, посвящена социально-политической истории курдских эмиратов Арделан и Бабан. Автор характеризует их место в структуре курдского общества, идеологию и политический статус. Курды не создали собственного политического единства и входили в состав других государств. Исследователь считает, что у них высшим уровнем политической организации до середины XIX в. были эмираты (княжества), которые представляли собой особую форму государственного устройства с развитыми политическими институтами.
Биографическое исследование «Шараф-хан Бидлиси. Эпоха. Жизнь. Бессмертие» (2003) рассказывает о курдском историке и мыслителе Шараф-хане ибн эмире Шамсаддине Бидлиси и о его историческом труде «Шараф-наме» («Книга Шарафа»). Написанный на персидском языке в конце XVI в., этот труд является единственным памятником, освещающим историю курдов, Курдистана и соседних государств в период позднего средневековья.
Работа «Политическая разделенность Курдистана, 1514—1914: Курдская трагедия» (2017) продолжает исследование трудов курдских историков на персидском языке. Хроника Абдалкадира Бабани «Сийар ал-акрад» была написана в один из переходных периодов в истории Курдистана. В середине XIX в. структура эмиратов была разрушена, династии курдских эмиров пресеклись, что, учитывая роль племенной общности и эмиратов как важных институтов национальной идентификации, было катастрофой для этноса.

## Награды
- Медаль ордена «За заслуги перед Отечеством» II степени (1999)[4]

## Основные работы

### Монографии
- Юго-Восточный Курдистан в XVII — начале XIX вв. Очерки истории эмиратов Арделан и Бабан. М. : Наука, 1991. 257,[3] с.
- Шараф-хан Бидлиси. Эпоха. Жизнь. Бессмертие. СПб.: Наука, 2003. 103 с.
- Политическая разделенность Курдистана, 1514—1914: Курдская трагедия. СПб.: Нестор-История, 2017. 166 с.
- Юго-Восточный Курдистан в XVI—XIX вв. Источник по истории курдских эмиратов Арделан и Бабан. СПб.: Нестор-История, 2016. 176 c. ISBN 978-5-4469-0775-5.

### Статьи
- Курдские феодальные княжества в XVI в. (по материалам «Шараф-наме») // Письменные памятники и проблемы истории культуры народов Востока (далее — ППиПИКНВ). I годичная научная сессия ЛО ИНА. Л., 1965. С. 33-35.
- Эпизод борьбы шаха Аббаса I с курдским племенем мукри // ППиПИКНВ. VI годичная научная сессия ЛО ИВ АН СССР. М., 1970.
- Об одной родословной правителей курдского племени думбули // ППиПИКНВ. VIII годичная научная сессия ЛО ИВ АН СССР. М., 1972.
- Социально-экономическое положение Арделанского княжества в первой половине XIX в. // ППиПИКНВ. XII годичная научная сессия ЛО ИВ АН СССР. М., 1977.
- О хронике Мах Шараф-ханум Курдистани — курдской поэтессы и историка первой половины XIX в. // ППиПИКНВ. XIII годичная научная сессия ЛО ИВ АН СССР. М., 1981. Ч. I (1).
- Об особенностях курдского этикета // Этикет у народов Передней Азии. М., 1988. (соавт. Р. С. Рашид)
- Книга по истории Курдистана, которая остается ненайденной // ППиПИКНВ. XXIV годичная научная сессия ЛО ИВ АН СССР. 1989 г. Ч. 3. М.: Наука, ГРВЛ, 1991. С. 33-59.
- The First Persian, French and Russian Editions of the «Sharaf-nāma» // Manuscripta Orientalia. Vol. 5. No 1, March 1999. P. 27-31.
- Курдистан глазами Шараф-хана Бидлиси // Essays on Kurdology 2. Stockholm, 2001. (на курд. яз.)
- Курдское племя в источниках и литературе // Письменные памятники Востока. 2(3). 2005. С. 172—195.
- Курдские историографы о курдских племенах (от Шараф-хана Бидлиси — XVI в. до Мирзы Али-Акбара Курдистани — XIX в.) // Письменные памятники Востока. 2(13). 2010. С. 207—230.

### Переводы
- Шараф-хан ибн Шамсаддин Бидлиси. Шараф-наме / перевод, предисловие, примечания и приложения Е. И. Васильевой. Т. I. М., 1967.
- Шараф-хан ибн Шамсаддин Бидлиси. Шараф-наме / перевод, предисловие, примечания и приложения Е. И. Васильевой. Т. II. М., 1976.
- Хусрав ибн Мухаммад Бани Ардалан. Хроника. (История княжеского дома Бани Ардалан) / факсимиле рукописи, перевод с перс., введение и примечания Е. И. Васильевой. М., 1984. 219 с.
- Мах Шараф-ханум Курдистани. Хроника дома Ардалан (Та’рих-и Ардалан) / пер. с перс., введение и прим. Е. И. Васильевой. М., 1990.
- Сад царства Насира / Али Акбар Хронист Курдистани / пер. с перс., предисл., примеч. и указ. Е. И. Васильевой. СПб.: Нестор-История, 2012. 355, [1] с.